# 田村奈央
田村 奈央（たむら なお、1988年10月10日 - ）は、日本の女性声優。埼玉県出身。東京俳優生活協同組合所属。

## 経歴
小学校の文集に「将来の夢は声優」と書いてあったが、しかし田村の場合は夢が教師になったり、世界を飛び回るとなったり、色々変わっていたという。
大学在学中に友人に誘われ、軽い気持ちで声優のオーディションに受けていたが、不合格となった。その時は芝居に興味があり、舞台などの演技などを学ぶ芸術系の大学に通っていたが、その声優のオーディションに不合格になったことをきっかけに職業としての声優に興味を持つようになったという。
大学時代に本格的に声優を目指し、演劇の勉強を始める。
ヒューマンアカデミー渋谷校受講修了後、2013年2月よりEARLY WING所属となる。2016年3月31日付けで同事務所を退所、4月1日より東京俳優生活協同組合の所属となる。
デビュー作はゲーム『魔界戦記ディスガイア4』のモスマン役、初のレギュラー作品はテレビアニメ『あいうら』の上原歩子役。
2020年12月30日、Twitterにて入籍を報告。2022年6月17日、第1子を出産したことを発表。

## 人物
声種はメゾソプラノ。
剣道経験者で初段を獲得している。趣味はカフェ巡りや散歩。

## 出演
太字はメインキャラクター。

### テレビアニメ
2012年
- 新世界より

2013年
- あいうら（上原歩子）
- リトルバスターズ! 〜Refrain〜（子供）
- ログ・ホライズン（2013年 - 2021年、ミノリ、ミーシャ） - 3シリーズ

2014年
- スペース☆ダンディ（子供）
- ナンダカベロニカ（もえ）
- FAIRY TAIL（コスモス）
- ワールドトリガー（2014年 - 2022年、雨取千佳） - 3シリーズ

2015年
- 浦和の調ちゃん（三室美園）

2016年
- デジモンユニバース アプリモンスターズ（2016年 - 2017年、ミュージモン / メディアモン / エンタモン / ウラノスモン）
- ヘボット!（2016年 - 2017年、ネジル・ネジール）
- 名探偵コナン（アナウンス）

2017年
- 18if（杉崎佳世）
- コンビニカレシ（真四季みはる〈園児〉）
- 魔法使いの嫁（ドラゴンの雛）
- ラララ ララちゃん★ウチュ〜にムチュ〜★（ラックル、アルミサッキ）

2018年
- HUGっと!プリキュア（2018年 - 2019年、愛崎えみる / キュアマシェリ）
- パズドラ（2018年 - 2024年、子供、キングホノりん、お水ちゃん、真夏なるもの・ヨグ＝ソトース）
- ドラえもん（テレビ朝日版第2期）（2018年 - 2022年、砂場、守備の少年、のび子、右足ミニ頭、早乙女聖子、タダシ 他）
- 多田くんは恋をしない（家族）
- ゲゲゲの鬼太郎（第6作）（2018年 - 2020年、ピグ / 雨降り小僧、G鬼太郎）

2019年
- 爆釣バーハンター（息子原人）
- フルーツバスケット（女子生徒）
- クレヨンしんちゃん（2019年 - 2025年、黒輪こむぎ、小学生、お姉さんC）
- ぼくたちは勉強ができない!（母親）

2020年
- ハイキュー!! TO THE TOP（男の子）
- 球詠（大島留々、田西）

2021年
- スケートリーディング☆スターズ（観客）
- EDENS ZERO（クラリス）
- BLUE REFLECTION RAY/澪（少女）
- 出会って5秒でバトル（黒岩〈少年時代〉）

2022年
- むさしの!（三室美園）

2023年
- ニンジャラ（ラウル）
- アイドルマスター ミリオンライブ!（木下ひなた）

2024年
- 百千さん家のあやかし王子（大根）
- 月が導く異世界道中 第二幕（チヤ・ハヅキ）
- 貼りまわれ!こいぬ（保育士、生徒、正毛さん、サラ犬、リーちゃん 他） - 2シリーズ

2025年
- サイレント・ウィッチ 沈黙の魔女の隠しごと（アラン）

### 劇場アニメ
- 映画 HUGっと!プリキュア♡ふたりはプリキュア オールスターズメモリーズ（2018年、愛崎えみる / キュアマシェリ[31]）
- 映画 プリキュアミラクルユニバース（2019年、愛崎えみる / キュアマシェリ[32]）
- 泣きたい私は猫をかぶる（2020年、谷田貝実里）
- 映画 プリキュアミラクルリープ みんなとの不思議な1日（2020年、愛崎えみる / キュアマシェリ[33]）
- 竜とそばかすの姫（2021年）
- アイの歌声を聴かせて（2021年、校内放送）
- 機動戦士ガンダム ククルス・ドアンの島（2022年、ヒセラ、ダナ）

### OVA
- 鬼灯の冷徹（2015年、エンジェルうぐいす） - コミックス第18巻DVD付き限定版
- planetarian 〜雪圏球〜（2021年、コンパニオンロボット[34]）

### Webアニメ
- 異世界居酒屋〜古都アイテーリアの居酒屋のぶ〜（2018年、ゲーアノートの母）
- BULLET/BULLET（2025年、ランチ[35][初出 3]）

### ゲーム
2011年
- 魔界戦記ディスガイア4（モスマン 他）

2012年
- ガールフレンド（仮）（2012年 - 2023年、高崎瑠依）

2013年
- あいうら 神経衰弱で勝負だ!（上原歩子）
- アイドルマスター ミリオンライブ!（2013年 - 2017年、木下ひなた）
- アルカナ・ファミリア コレツィオーネ（スパルタコ）

2014年
- ウチの姫さまがいちばんカワイイ（ピカリ・ゴルゴット）
- 限界凸記 モエロクロニクル（マタンゴ、キマイラ）
- 車なごコレクション（ヴェゼル）
- チェインクロニクル（ミノリ）

2015年
- ケイオスドラゴン 混沌戦争（葵花）
- Diss World（エアレー、ヘレナ）
- ドグマツルギー ouverture（リルカ）
- 輝星のリベリオン（ジャンヌ・ダルク、アーサー、ペンテシレイア、ボーディケア）
- メザマシフェスティバル 〜夢喰いと目覚まし屋〜
- ラングリッサー リインカーネーション -転生-（ツバメ・デウラ）
- ワールドトリガー ボーダレスミッション（雨取千佳）

2016年
- AKIBA'S BEAT（藍原ハズキ）
- クイズRPG 魔法使いと黒猫のウィズ（エリアナ・グロス）
- 白猫テニス（ラヴェンダ）
- 誰ガ為のアルケミスト（ティリエ）
- V.D. -バニッシュメント・デイ-（ヴェロニカ）
- ブレイブソード×ブレイズソウル（オグン、レゲノダ・アウレア、アヴァロン）
- ワールドトリガー スマッシュボーダーズ（雨取千佳）

2017年
- 黒騎士と白の魔王（ニンフ）
- ファイアーエムブレム Echoes もうひとりの英雄王（ティータ）
- アイドルマスター ミリオンライブ! シアターデイズ（2017年 - 2024年、木下ひなた）

2018年
- モン娘☆は〜れむ（グレーテル）
- プリキュア つながるぱずるん（愛崎えみる / キュアマシェリ）
- なりキッズパーク HUGっと!プリキュア（愛崎えみる / キュアマシェリ）

2019年
- クロス×ロゴス（コロンバイン）

2020年
- 龍が如く7 光と闇の行方
- 神獄塔 メアリスケルターFinale（シラ）

2021年
- グラフィティスマッシュ（シコウ）
- ファイアーエムブレムヒーローズ（2021年 - 2025年、ティータ、ラナ）
- 城とドラゴン（ゴーレムガール）

2022年
- 共闘ことばRPG コトダマン（雨取千佳）

2023年
- モンスターストライク（コニッシュ）

### 吹き替え
- ビックシティグリーン（2018年、ベニー）
- スイッチング・プリンセス（2018年、オリビア）
- BULL / ブル 法廷を操る男 シーズン2（2018年）
- 刑事フォイル 帰れぬ祖国（2019年）
- ウソつきはどっち!? #29（2020年、アレックス）※Disney+独占配信作品
- オン・ポワント 若きバレエダンサーたち #2-6（2020年、オリビア）※Disney+独占配信作品
- サバヨミ大作戦!（2020年、ケイトリン〈テッサ・アルバートソン〉[59]）
- Go! Go! コリー・カーソン（2020年、ベイビー・ユニカー、シェリル・スチームローラー 他）
- レゴ ニンジャゴー（2020年、少年ウナガミ）
- ベイカー街探偵団（2021年）
- 刑事ジョン・ルーサー フォールン・サン（2023年）

### ラジオ
※はインターネット配信。
- あいうらじお（2013年、ニコニコ生放送※・音泉※）
- 新田恵海と田村奈央の秋葉原情報満載!アキバペディア情報局（2013年 - 2014年、ラジカメSTATION!※）
- 『ログ・ホライズン』ラジオ 〜エルダー・テイル通信〜（2014年、ファミ通.com※）
- TVアニメ「ワールドトリガー」ラジオ（2021年 - 、HiBiKi Radio Station※）[60]

### テレビ番組
※はインターネット配信。
- AMAZING SOUL LABO RADIO（2015年、HiBiKi Radio Station※）[61]
- のむたむらんど（2019年 - 2020年、ニコニコ生放送※）

### 映像商品
- THE IDOLM@STER MILLION LIVE! 3rdLIVE TOUR BELIEVE MY DRE@M!! LIVE Blu-ray 05 @FUKUOKA（2017年）[62]
- THE IDOLM@STER MILLION LIVE! 3rdLIVE TOUR BELIEVE MY DRE@M!! LIVE Blu-ray 06＆07＠MAKUHARI【完全生産限定】（2017年）
- THE IDOLM@STER MILLION LIVE! 4thLIVE TH@NK YOU for SMILE! LIVE Blu-ray（2018年）[63][64]
- THE IDOLM@STER 765 MILLIONSTARS HOTCHPOTCH FESTIV@L!! LIVE Blu-ray[65]
- THE IDOLM@STER MILLION LIVE! 5thLIVE BRAND NEW PERFORM@NCE!!! LIVE Blu-ray（2019年）[66]
- THE IDOLM@STER MILLION LIVE! 6thLIVE TOUR UNI-ON@IR!!!! LIVE Blu-ray Angel STATION @SENDAI（2020年）[67]
- THE IDOLM@STER MILLION LIVE! 6thLIVE TOUR UNI-ON@IR!!!! SPECIAL LIVE Blu-ray（2020年）[68]
- THE IDOLM@STER MILLION LIVE! 7thLIVE Q@MP FLYER!!! Reburn LIVE Blu-ray DAY1（2022年）[69][70][71]
- THE IDOLM@STER MILLION LIVE! 9thLIVE ChoruSp@rkle!! LIVE Blu-ray DAY2（2024年）[72][73]

### 舞台
- Hide And Seek 12月特別公演 短編オムニバスステージ 大車輪（2011年、ART THEATER かもめ座）
- 朗読＆トークイベント TOKYO READING CIRCUS 1st stage『5-Five!-』（2021年9月4日、TACCS1179） - 鳩ヶ谷礼、わさび、ミドリ 役[74]

### パチンコ・パチスロ
- 麻雀物語2 激闘!麻雀グランプリ（2012年、Dr.レム）
- Pフィーバー アイドルマスター ミリオンライブ!（2021年、木下ひなた[75]）
- パチスロ アイドルマスター ミリオンライブ!（2021年、木下ひなた[76]）

### ドラマCD
- ミニドラマ&シチュエーションボイスCD「きらきらシェアハウス 〜木曜日のお買い物〜」他（2013年 - 2015年、すぴか 他） - M3にて配布
- ログ・ホライズン（2013年、ミノリ） - 第7・8巻ドラマCD付特装版
- アイドルマスター ミリオンライブ！ シリーズ（2015年 - 、木下ひなた）

### その他コンテンツ
- AT-X うちの夏フェス2013!AT-X 声優バラエティ祭り フレッシュ夏フェス隊
- AT-X うちの夏フェス2014!AT-X 声優バラエティ祭り フレッシュ夏フェス隊
- Windows 8応援キャラクター（窓辺あい）
- しゃべってキャラ（2013年）上原歩子 役[77]
- どうなる?2015AT-X編成会議（2015年、AT-X）
- アニメマシテ（2016年11月8・15日、テレビ東京）
- ボイスコミック『ブラックアリス』（2018年、アリス）
- 声の優れた俳優によるドラマリーディング 日本文学名作選 第八弾「草枕 -漱石とグールド-」（2019年2月6日）

## ディスコグラフィ

### キャラクターソング
| 発売日   | 商品名                                                                                | 歌 | 楽曲                                                                                              | 備考                                                                   |
| 2013年   | 2013年                                                                                | 2013年 | 2013年                                                                                            | 2013年                                                                 |
| -------- | ------------------------------------------------------------------------------------- | --- | ------------------------------------------------------------------------------------------------- | ---------------------------------------------------------------------- |
| 4月24日  | THE IDOLM@STER LIVE THE@TER PERFORMANCE 01 Thank You!                                 | 765 MILLIONSTARS | 「Thank You!」                                                                                    | ゲーム『アイドルマスター ミリオンライブ！』テーマソング                |
| 4月24日  | THE IDOLM@STER LIVE THE@TER PERFORMANCE 01 Thank You!                                 | 765THEATER ALLSTARS | 「Thank You!」                                                                                    | ゲーム『アイドルマスター ミリオンライブ！』テーマソング                |
| 4月24日  | カニ☆Do-Luck!                                                                         | あいう♥らぶ | 「カニ☆Do-Luck!」                                                                                 | テレビアニメ『あいうら』オープニングテーマ                             |
| 4月24日  | カニ☆Do-Luck!                                                                         | あいう♥らぶ | 「限りなくハッピーに近しい座標にいるあいうら」                                                    | テレビアニメ『あいうら』関連曲                                         |
| 4月24日  | いちごいちえ                                                                          | あいう♥らぶ | 「いちごいちえ」                                                                                  | テレビアニメ『あいうら』エンディングテーマ                             |
| 4月24日  | いちごいちえ                                                                          | あいう♥らぶ | 「あかさたナンバーワン☆」                                                                         | テレビアニメ『あいうら』関連曲                                         |
| 6月12日  | せ☆の☆び                                                                              | 上原歩子（田村奈央） | 「せ☆の☆び 」 「せんちめーとる...センチメンタル」                                                 | テレビアニメ『あいうら』関連曲                                         |
| 6月15日  | Mir8cle Days／どんな未来でも                                                          | 窓辺ゆう（西明日香）、窓辺あい（田村奈央） | 「Mir8cle Days」 「どんな未来でも」                                                               | 『窓辺ゆう&窓辺あい』関連曲                                            |
| 8月7日   | あいうら Blu-ray 特典CD                                                               | あいう♥らぶ | 「ずっとね」                                                                                      | テレビアニメ『あいうら』挿入歌                                         |
| 12月25日 | THE IDOLM@STER LIVE THE@TER PERFORMANCE 09                                            | 秋月律子（若林直美）、木下ひなた（田村奈央）、佐竹美奈子（大関英里）、松田亜利沙（村川梨衣） | 「Helloコンチェルト」                                                                             | ゲーム『アイドルマスター ミリオンライブ！』関連曲                      |
| 12月25日 | THE IDOLM@STER LIVE THE@TER PERFORMANCE 09                                            | 木下ひなた（田村奈央） | 「あのね、聞いてほしいことがあるんだ」                                                            | ゲーム『アイドルマスター ミリオンライブ！』関連曲                      |
| 2015年   |                                                                                       | |                                                                                                   |                                                                        |
| 1月28日  | THE IDOLM@STER LIVE THE@TER HARMONY 08                                                | ミックスナッツ | 「ドリームトラベラー」 「Welcome!!」                                                              | ゲーム『アイドルマスター ミリオンライブ！』関連曲                      |
| 1月28日  | THE IDOLM@STER LIVE THE@TER HARMONY 08                                                | 木下ひなた（田村奈央） | 「りんごのマーチ」                                                                                | ゲーム『アイドルマスター ミリオンライブ！』関連曲                      |
| 9月30日  | THE IDOLM@STER LIVE THE@TER DREAMERS 01 Dreaming!                                     | MILLION ALLSTARS | 「Welcome!!」                                                                                     | ゲーム『アイドルマスター ミリオンライブ！』関連曲                      |
| 2016年   |                                                                                       | |                                                                                                   |                                                                        |
| 1月27日  | THE IDOLM@STER LIVE THE@TER DREAMERS 05                                               | 木下ひなた（田村奈央）、四条貴音（原由実）、豊川風花（末柄里恵）、野々原茜（小笠原早紀）、双海亜美（下田麻美）、松田亜利沙（村川梨衣）、三浦あずさ（たかはし智秋）、百瀬莉緒（山口立花子）、横山奈緒（渡部優衣）、ロコ（中村温姫） | 「Dreaming!」                                                                                     | ゲーム『アイドルマスター ミリオンライブ！』関連曲                      |
| 1月27日  | THE IDOLM@STER LIVE THE@TER DREAMERS 05                                               | 木下ひなた（田村奈央）、双海亜美（下田麻美） | 「”Your” HOME TOWN」                                                                              | ゲーム『アイドルマスター ミリオンライブ！』関連曲                      |
| 1月30日  | THE IDOLM@STER LIVE THE@TER SOLO COLLECTION Vo.03 Vocal Edition                       | 木下ひなた（田村奈央） | 「ドリームトラベラー」                                                                            | ゲーム『アイドルマスター ミリオンライブ！』関連曲                      |
| 10月12日 | THE IDOLM@STER THE@TER ACTIVITIES 02                                                  | ジュリア（愛美）、周防桃子（渡部恵子）、大神環（稲川英里）、木下ひなた（田村奈央）、福田のり子（浜崎奈々） | 「俠気乱舞」 「DIAMOND DAYS」                                                                     | ゲーム『アイドルマスター ミリオンライブ！』関連曲                      |
| 12月7日  | THE IDOLM@STER LIVE THE@TER FORWARD 01 Sunshine Rhythm                                | キャンサー | 「ランニング・ハイッ」                                                                            | ゲーム『アイドルマスター ミリオンライブ！』関連曲                      |
| 12月7日  | THE IDOLM@STER LIVE THE@TER FORWARD 01 Sunshine Rhythm                                | Sunshine Rhythm | 「サンリズム・オーケストラ♪」                                                                     | ゲーム『アイドルマスター ミリオンライブ！』関連曲                      |
| 2017年   |                                                                                       | |                                                                                                   |                                                                        |
| 3月9日   | THE IDOLM@STER LIVE THE@TER SOLO COLLECTION 04 Sunshine Theater                       | 木下ひなた（田村奈央） | 「”Your” HOME TOWN」                                                                              | ゲーム『アイドルマスター ミリオンライブ！』関連曲                      |
| 7月26日  | THE IDOLM@STER MILLION THE@TER GENERATION 01 Brand New Theater!                       | 765 MILLION ALLSTARS | 「Brand New Theater!」                                                                            | ゲーム『アイドルマスター ミリオンライブ！ シアターデイズ』テーマソング |
| 7月26日  | THE IDOLM@STER MILLION THE@TER GENERATION 01 Brand New Theater!                       | 765 MILLION ALLSTARS | 「Dreaming!」                                                                                     | ゲーム『アイドルマスター ミリオンライブ！ シアターデイズ』関連曲       |
| 7月26日  | デジモンユニバース アプリモンスターズ キャラクターソング&オリジナル・サウンドトラック | 飛鳥虎次郎（古城門志帆）、ミュージモン（田村奈央） | 「Wander Beat」                                                                                   | テレビアニメ『デジモンユニバース アプリモンスターズ』関連曲            |
| 10月4日  | 18if 主題歌集                                                                         | 杉崎佳世（田村奈央） | 「夢恋花」                                                                                        | テレビアニメ『18if』エンディングテーマ                                 |
| 12月27日 | THE IDOLM@STER MILLION THE@TER GENERATION 03 エンジェルスターズ                       | エンジェルスターズ | 「Brand New Theater!」                                                                            | ゲーム『アイドルマスター ミリオンライブ！ シアターデイズ』関連曲       |
| 2018年   |                                                                                       | |                                                                                                   |                                                                        |
| 3月7日   | THE IDOLM@STER MILLION LIVE! M@STER SPARKLE 07                                        | 木下ひなた（田村奈央） | 「スノウレター」                                                                                  | ゲーム『アイドルマスター ミリオンライブ！ シアターデイズ』関連曲       |
| 4月4日   | THE IDOLM@STER MILLION LIVE! M@STER SPARKLE 08                                        | 765 MILLION ALLSTARS | 「Brand New Theater!」                                                                            | ゲーム『アイドルマスター ミリオンライブ！ シアターデイズ』関連曲       |
| 6月1日   | THE IDOLM@STER LIVE THE@TER SOLO COLLECTION 06 エンジェルスターズ                     | 木下ひなた（田村奈央） | 「Helloコンチェルト」                                                                             | ゲーム『アイドルマスター ミリオンライブ！』関連曲                      |
| 7月4日   | HUGっと！プリキュア ボーカルアルバム パワフル♥エール                                  | キュアマシェリ（田村奈央）、キュアアムール（田村ゆかり） | 「大好き∞無限POWER」                                                                              | テレビアニメ『HUGっと！プリキュア』挿入歌                              |
| 7月4日   | HUGっと！プリキュア ボーカルアルバム パワフル♥エール                                  | 愛崎えみる（田村奈央）、ルールー・アムール（田村ゆかり） | 「キミとともだち」                                                                                | テレビアニメ『HUGっと！プリキュア』挿入歌                              |
| 7月4日   | HUGっと！プリキュア ボーカルアルバム パワフル♥エール                                  | キュアエール（引坂理絵）、キュアアンジュ（本泉莉奈）、キュアエトワール（小倉唯）、キュアマシェリ（田村奈央）、キュアアムール（田村ゆかり）                                                                                         | 「HUGっと！未来☆ドリーマー（5 PRECURE Ver.）」                                                    | テレビアニメ『HUGっと！プリキュア』関連曲                              |
| 8月22日  | HUGっと!YELL FOR YOU                                                                  | キュアエール（引坂理絵）、キュアアンジュ（本泉莉奈）、キュアエトワール（小倉唯）、キュアマシェリ（田村奈央）、キュアアムール（田村ゆかり）                                                                                         | 「HUGっと！ YELL FOR YOU」                                                                        | テレビアニメ『HUGっと！プリキュア』エンディングテーマ                  |
| 8月22日  | HUGっと!YELL FOR YOU                                                                  | 愛崎えみる（田村奈央）、ルールー・アムール（田村ゆかり） | 「LOVE & LOVE」                                                                                   | テレビアニメ『HUGっと！プリキュア』挿入歌                              |
| 8月29日  | THE IDOLM@STER MILLION THE@TER GENERATION 11 UNION!!                                  | 765 MILLION ALLSTARS | 「UNION!!」 「Welcome!!」                                                                         | ゲーム『アイドルマスター ミリオンライブ！ シアターデイズ』関連曲       |
| 2019年   |                                                                                       | |                                                                                                   |                                                                        |
| 1月16日  | HUGっと!プリキュア ベストアルバム Cheerful Songs Best                                 | 野乃はな（引坂理絵）、薬師寺さあや（本泉莉奈）、輝木ほまれ（小倉唯）、愛崎えみる（田村奈央）、ルールー・アムール（田村ゆかり） | 「キミとともだち（One For All, All For One Ver.）」                                               | テレビアニメ『HUGっと!プリキュア』挿入歌                               |
| 4月24日  | THE IDOLM@STER MILLION THE@TER GENERATION 16 ピコピコプラネッツ                       | ピコピコプラネッツ | 「ピコピコIIKO! インベーダー」 「Get lol! Get lol! SONG」                                         | ゲーム『アイドルマスター ミリオンライブ！ シアターデイズ』関連曲       |
| 4月26日  | THE IDOLM@STER THE@TER SOLO COLLECTION 07 ANGEL STARS                                 | 木下ひなた（田村奈央） | 「ランニング・ハイッ」                                                                            | ゲーム『アイドルマスター ミリオンライブ！』関連曲                      |
| 7月24日  | THE IDOLM@STER MILLION THE@TER WAVE 01 Flyers!!!                                      | 765 MILLION ALLSTARS | 「Flyers!!!」                                                                                     | ゲーム『アイドルマスター ミリオンライブ！ シアターデイズ』関連曲       |
| 2020年   |                                                                                       | |                                                                                                   |                                                                        |
| 3月27日  | アイドルマスター ミリオンライブ！ Blooming Clover 第6巻限定版 オリジナルCD            | 木下ひなた（田村奈央） | 「チクタク」                                                                                      | 漫画『アイドルマスター ミリオンライブ！ Blooming Clover』関連曲        |
| 8月26日  | THE IDOLM@STER MILLION THE@TER WAVE 10 Glow Map                                       | 765 MILLION ALLSTARS | 「Glow Map」                                                                                      | ゲーム『アイドルマスター ミリオンライブ！ シアターデイズ』関連曲       |
| 12月23日 | THE IDOLM@STER MILLION THE@TER WAVE 09 Fleuranges                                     | Fleuranges | 「Special Wonderful Smile」 「旅立ちのコンパス」                                                  | ゲーム『アイドルマスター ミリオンライブ！ シアターデイズ』関連曲       |
| 2021年   |                                                                                       | |                                                                                                   |                                                                        |
| 5月22日  | THE IDOLM@STER LIVE THE@TER SOLO COLLECTION 08 Angel Stars                            | 木下ひなた（田村奈央） | 「Get lol! Get lol! SONG」                                                                        | ゲーム『アイドルマスター ミリオンライブ！ シアターデイズ』関連曲       |
| 7月27日  | アイドルマスター ミリオンライブ！ Blooming Clover 第9巻限定版 オリジナルCD            | エミリースチュアート（郁原ゆう）、木下ひなた（田村奈央） | 「アマテラス」                                                                                    | 漫画『アイドルマスター ミリオンライブ！ Blooming Clover』関連曲        |
| 7月28日  | THE IDOLM@STER MILLION THE@TER SEASON Harmony 4 You                                   | 765 MILLION ALLSTARS | 「Harmony 4 You」                                                                                 | ゲーム『アイドルマスター ミリオンライブ！ シアターデイズ』関連曲       |
| 7月28日  | THE IDOLM@STER MILLION THE@TER SEASON Harmony 4 You                                   | エンジェルスターズ | 「EVERYDAY STARS!!」                                                                              | ゲーム『アイドルマスター ミリオンライブ！ シアターデイズ』関連曲       |
| 12月22日 | THE IDOLM@STER MILLION LIVE! M@STER SPARKLE2 03                                       | 木下ひなた（田村奈央） | 「ハッピーマイガーデン」                                                                          | ゲーム『アイドルマスター ミリオンライブ！ シアターデイズ』関連曲       |
| 2022年   |                                                                                       | |                                                                                                   |                                                                        |
| 2月12日  | THE IDOLM@STER LIVE THE@TER SOLO COLLECTION 09 Angel Stars                            | 木下ひなた（田村奈央） | 「旅立ちのコンパス」                                                                              | ゲーム『アイドルマスター ミリオンライブ！ シアターデイズ』関連曲       |
| 2月23日  | THE IDOLM@STER MILLION THE@TER SEASON CLEVER CLOVER                                   | 横山奈緒（渡部優衣）、馬場このみ（高橋ミナミ）、秋月律子（若林直美）、木下ひなた（田村奈央）、大神環（稲川英里） | 「Clover's Cry 〜神と神降ろしの少女〜」                                                           | ゲーム『アイドルマスター ミリオンライブ！ シアターデイズ』関連曲       |
| 2月23日  | THE IDOLM@STER MILLION THE@TER SEASON CLEVER CLOVER                                   | CLEVER CLOVER | 「Shamrock Vivace」 「Harmony 4 You」                                                             | ゲーム『アイドルマスター ミリオンライブ！ シアターデイズ』関連曲       |
| 12月14日 | THE IDOLM@STER MILLION THE@TER VARIETY 02                                             | 765 MILLION ALLSTARS | 「Brand New Theater! 〜Brand New Year Ver.〜」                                                    | ゲーム『アイドルマスター ミリオンライブ！ シアターデイズ』関連曲       |
| 2023年   |                                                                                       | |                                                                                                   |                                                                        |
| 1月14日  | THE IDOLM@STER LIVE THE@TER SOLO COLLECTION 11 Angel Stars                            | 木下ひなた（田村奈央） | 「ピコピコIIKO! インベーダー」                                                                    | ゲーム『アイドルマスター ミリオンライブ！ シアターデイズ』関連曲       |
| 3月23日  | THE IDOLM@STER 765 MILLION ALLSTARS BEST                                              | 765 MILLION ALLSTARS | 「Thank You!（765 MILLION ALLSTARS ver.）」 「夢にかけるRainbow（Brand New Ver.）」 「Crossing!」 | ゲーム『アイドルマスター ミリオンライブ！ シアターデイズ』関連曲       |
| 3月23日  | THE IDOLM@STER LIVE THE@TER BEST                                                      | Sunshine Rhythm | 「サンリズム・オーケストラ♪（Brand New Ver.）」                                                   | ゲーム『アイドルマスター ミリオンライブ！ シアターデイズ』関連曲       |
| 4月22日  | THE IDOLM@STER LIVE THE@TER SOLO COLLECTION 12 Angel Stars                            | 木下ひなた（田村奈央） | 「侠気乱舞」                                                                                      | ゲーム『アイドルマスター ミリオンライブ！ シアターデイズ』関連曲       |
| 5月31日  | THE IDOLM@STER MILLION THE@TER VARIETY 03                                             | 如月千早（今井麻美）、木下ひなた（田村奈央）、天空橋朋花（小岩井ことり）、徳川まつり（諏訪彩花）、馬場このみ（髙橋ミナミ） | 「リベレイシング／アロン -LiberaSing Along-」                                                     | ゲーム『アイドルマスター ミリオンライブ！ シアターデイズ』関連曲       |
| 7月26日  | THE IDOLM@STER MILLION LIVE! グッドサイン                                             | 765 MILLION ALLSTARS | 「グッドサイン」                                                                                  | ゲーム『アイドルマスター ミリオンライブ！ シアターデイズ』関連曲       |
| 7月26日  | THE IDOLM@STER MILLION LIVE! グッドサイン                                             | エンジェルスターズ | 「グッドサイン」                                                                                  | ゲーム『アイドルマスター ミリオンライブ！ シアターデイズ』関連曲       |
| 8月23日  | THE IDOLM@STER MILLION ANIMATION THE@TER『Rat A Tat!!!』                              | MILLIONSTARS | 「Rat A Tat!!!」                                                                                  | テレビアニメ『アイドルマスター ミリオンライブ！』オープニングテーマ    |
| 8月23日  | THE IDOLM@STER MILLION ANIMATION THE@TER『Rat A Tat!!!』                              | MILLIONSTARS | 「セブンカウント」                                                                                | テレビアニメ『アイドルマスター ミリオンライブ！』イメージソング        |
| 10月25日 | THE IDOLM@STER MILLION ANIMATION THE@TER MILLIONSTARS Team6th『Unknown Boxの開き方』  | MILLIONSTARS Team6th | 「Unknown Boxの開き方」                                                                           | テレビアニメ『アイドルマスター ミリオンライブ！』挿入歌                |
| 2024年   |                                                                                       | |                                                                                                   |                                                                        |
| 2月21日  | THE IDOLM@STER MILLION ANIMATION THE@TER START THE DREAM                              | MILLIONSTARS Team6th | 「Dreaming!」                                                                                     | テレビアニメ『アイドルマスター ミリオンライブ！』挿入歌                |
| 2月21日  | THE IDOLM@STER MILLION ANIMATION THE@TER START THE DREAM                              | MILLIONSTARS | 「REFRAIN REL@TION」 「Brand New Theater!」                                                       | テレビアニメ『アイドルマスター ミリオンライブ！』挿入歌                |
| 2月21日  | THE IDOLM@STER MILLION ANIMATION THE@TER START THE DREAM                              | MILLIONSTARS | 「Thank You!（Acoustic ver.）」                                                                   | テレビアニメ『アイドルマスター ミリオンライブ！』挿入歌                |
| 2月24日  | THE IDOLM@STER LIVE THE@TER SOLO COLLECTION 「REFRAIN REL@TION」 Angel Stars          | 木下ひなた（田村奈央） | 「REFRAIN REL@TION」                                                                              | テレビアニメ『アイドルマスター ミリオンライブ！』関連曲                |
| 3月20日  | THE IDOLM@STER MILLION THE@TER VARIETY 05                                             | 望月杏奈（夏川椎菜）、高槻やよい（仁後真耶子）、星井美希（長谷川明子）、木下ひなた（田村奈央）、ジュリア（愛美） | 「はぴ！やば！まいまいんど！」                                                                    | ゲーム『アイドルマスター ミリオンライブ！ シアターデイズ』関連曲       |
| 3月29日  | アイドルマスター ミリオンライブ！ BD 特装版第3巻 特典CD                               | MILLIONSTARS Team6th | 「Rat A Tat!!!」                                                                                  | テレビアニメ『アイドルマスター ミリオンライブ！』関連曲                |
| 7⽉31⽇  | THE IDOLM@STER MILLION LIVE! 7Days A Week!!                                           | 765 MILLION ALLSTARS | 「7Days A Week!!」 「DIAMOND DAYS」                                                               | ゲーム『アイドルマスター ミリオンライブ！ シアターデイズ』関連曲       |
| 7⽉31⽇  | THE IDOLM@STER LIVE THE@TER SOLO COLLECTION 「DIAMOND DAYS」 ANGEL STARS              | 木下ひなた（田村奈央） | 「DIAMOND DAYS」                                                                                  | ゲーム『アイドルマスター ミリオンライブ！ シアターデイズ』関連曲       |
| 12月25日 | THE IDOLM@STER MILLION MOVEMENT OF STARDOM ROAD 06 Sky Survive                        | 白石紬（南早紀）、福田のり子（浜崎奈々）、伊吹翼（Machico）、木下ひなた（田村奈央） | 「Sky Survive」                                                                                   | ゲーム『アイドルマスター ミリオンライブ！ シアターデイズ』関連曲       |
| 2025年   |                                                                                       | |                                                                                                   |                                                                        |
| 2月26日  | THE IDOLM@STER MILLION THE@TER VARIETY 06                                             | ピコピコプラネッツ | 「ピコピコIIKO! インベーダー （MOTTO! 幼年期-mix）」                                              | ゲーム『アイドルマスター ミリオンライブ！ シアターデイズ』関連曲       |

### その他参加楽曲
| 発売日         | 商品名                                       | 歌                         | 楽曲 | 備考 |
| -------------- | -------------------------------------------- | -------------------------- | --- | ---- |
| 2013年4月17日  | いつも口ずさんでた歌を合唱でカヴァーしてみた | フェイバリットソング合唱団 | 「フェイバリットソング合唱団のテーマ」 「CMソングメドレー」 「あなたに」 「キセキ」 「情熱の薔薇」 「空も飛べるはず」 「未来予想図II」 「M」 「フェイバリットソング合唱団エンディング」 |      |
| 2019年10月27日 | WHITE ROSE                                   | 田村奈央                   | 「残響」 |      |